# Kostka gitarowa

Prawidłowy sposób trzymania kostki.

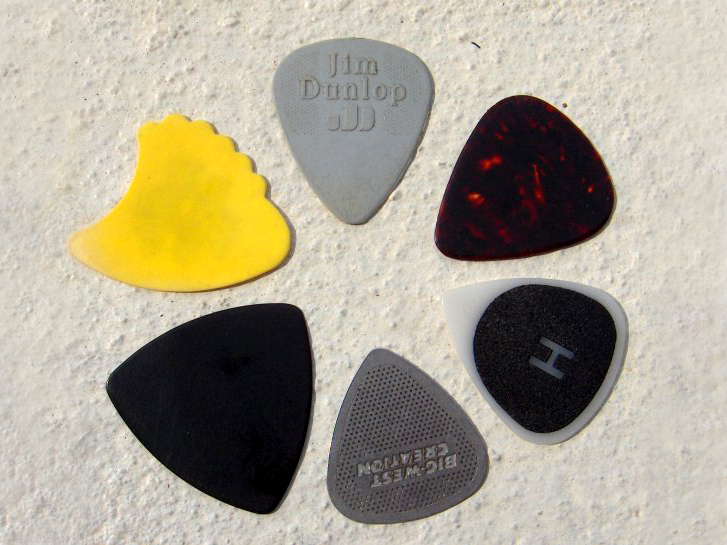
Kostki gitarowe

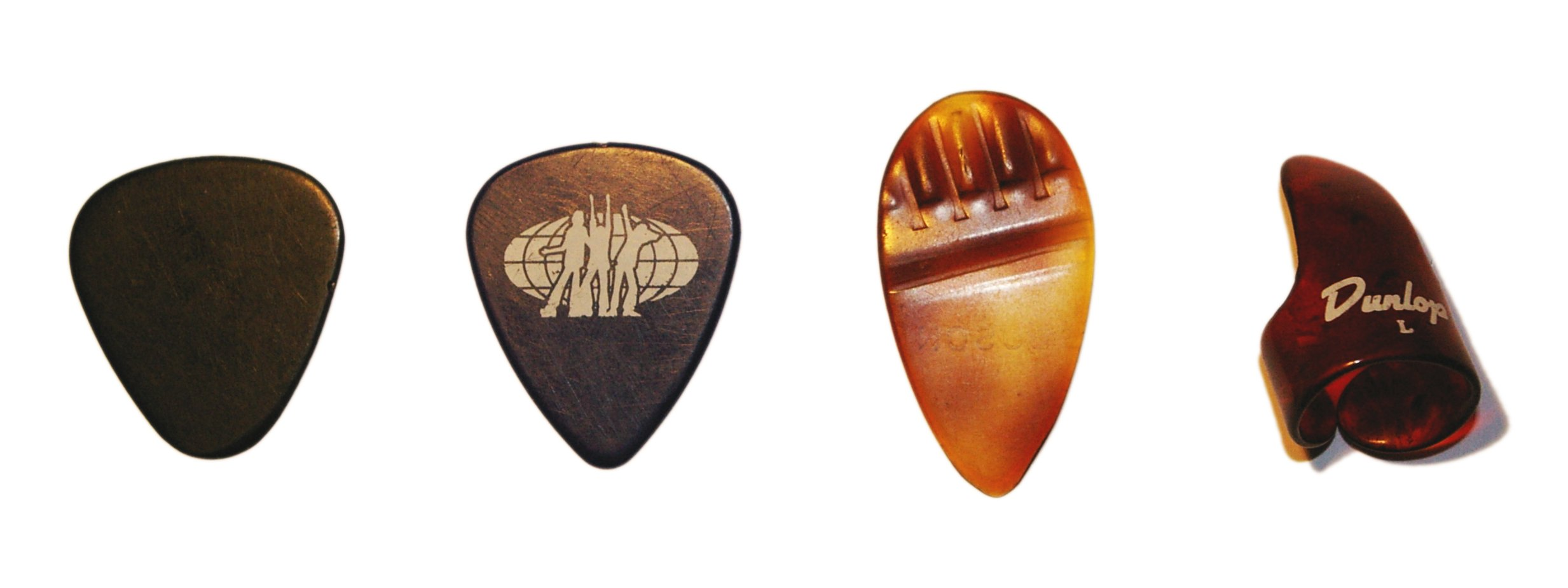
Kostki gitarowe

Kostka gitarowa – rodzaj plektronu do gry na gitarze.

## Materiał
Mała, plastikowa, rzadziej metalowa płytka do szarpania strun gitary jest nazywana także piórkiem. Kostki mogą być wykonywane z różnych materiałów, m.in. metal, drewno, skóra, kość słoniowa, pancerz żółwia, kamień, szkło, bursztyn...

## Kształt
Standardowa kostka najczęściej przyjmuje kształt trójkąta równoramiennego (czasem równobocznego), o zaokrąglonych bokach. Zależnie od instrumentu, rodzaju gry i preferencji gitarzysty używa się różnych grubości i twardości. Kostki z ostrymi wierzchołkami dobrze sprawdzają się w grze solowej, są nazywane jazzowymi. Kostki w kształcie łezki (teardrops) są nieco mniejsze niż standardowe i pozwalają sprawniej wykonywać skomplikowane riffy, zaś kostki triangle są większe i szersze od standardowych, często wykorzystywane przez basistów. Kostki pazurki (finger picks, thumbpick) zakłada się na palce, są wykorzystywane m.in. w muzyce country, np. do gry na banjo.

## Grubość
W zasadzie im kostka cieńsza tym bardziej miękka (giętka), ale miękkość zależy też od właściwości konkretnego plastiku (lub ogólnie – tworzywa). Gitarzyści basowi preferują kostki grubsze i większe, bo cienką kostką trudno szarpnąć grubą strunę, ale zdarza się, że i gitarzysta solowy używa kostki o grubości 3mm, zwłaszcza do solówek. Gama rozmiarów jest dość szeroka, ponieważ można spotkać kostki o grubości od 0.2mm do nawet 5mm. Najczęściej jednak używa się tych z zakresu 0.5 – 2mm. Grubość, kształt i materiał z którego jest wykonana kostka wpływa na brzmienie i wygodę gry.
Poniższa tabela pokazuje orientacyjny podział kostek w zależności od ich grubości:
| Opis          | Zakres grubości | Zakres grubości | Oznaczenia angielskie      |
| Opis          | mm              | cale            | Oznaczenia angielskie      |
| ------------- | --------------- | --------------- | -------------------------- |
| Bardzo cienka | ≤ 0.38          | ≤ 0.014         |                            |
| Cienka        | 0.51–0.60       | 0.020–0.023     | „T”, „Thin” / „L”, „Light” |
| Średnia       | 0.73–0.81       | 0.028–0.031     | „M”, „Medium”              |
| Gruba         | 0.88–1.20       | 0.034–0.047     | „H”, „Heavy”               |
| Bardzo gruba  | ≥ 1.50          | ≥ 0.060         |                            |

## Kultura popularna
Kostka gitarowa była motywem przewodnim filmu Tenacious D in The Pick of Destiny (Tenacious D: Kostka Przeznaczenia).